# Josef Kubásek
Josef Kubásek (* 6. května 1985 v Poličce) je bývalý český fotbalový brankář.
Před příchodem do Boleslavi podával Kubásek standardní výkony v druholigovém Sokolově, kde si ho vyhlédlo vedení Slavie a získalo ho na půlroční hostování s opcí začátkem roku 2008. V sezoně 2007/2008 získal se Slavií mistrovský titul, ale jelikož v lize nechytal Slavia na něj neuplatnila opci, načež přestoupil ze Sokolova do Mladé Boleslavi. Byl členem širšího kádru reprezentace do 21 let. V létě 2009 byl poslán na hostování do 1. FC Slovácko a v roce 2010 strávil polovinu roku na hostování v Baníku Most. Po návratu do Boleslavi předčasně ukončil svoji smlouvu s klubem a posléze i profesionální kariéru.